# Cidariophanes canopus
Cidariophanes canopus är en fjärilsart som beskrevs av Druce 1893. Cidariophanes canopus ingår i släktet Cidariophanes och familjen mätare. Inga underarter finns listade i Catalogue of Life.